# El Negreeto
El Negreeto es el cuarto álbum de estudio del cantante senegalés Akon. Fue lanzado el 4 de octubre de 2019.
El álbum se caracteriza por la variedad de ritmos entre el merengue, la bachata y el reguetón. Asimismo, el álbum marca una reinvención en Akon, ya que este mismo incursiona en el género urbano y con un contenido mayoritariamente en español, esto después de la buena recepción que tuvo su primer sencillo «A partir de hoy». Se desprenden del mismo, algunos sencillos como: «Cómo no», «Te quiero amar» y «Boom Boom».
En este álbum, están incluidas las participaciones de Becky G, Pitbull, Anitta y Farruko.

## Lista de canciones
| N.º | Título                         | Escritor(es)                                                                                              | Duración |  |
| 1.  | «Te quiero amar» (con Pitbull) | Akon / Armando Perez / Carlos Mendoza / Daniel Santacruz / Yulien Oviedo                                  | 3:46     |  |
| 2.  | «Báilame lento»                | Akon / Carlos Mendoza / Jimmy Paul Thornfeldt / Jorge Gomez / Jose Garcia / Yulien Oviedo                 | 4:02     |  |
| 3.  | «Cómo no» (con Becky G)        | Akon / Rebecca Gomez / Mauricio Montaner / Ricky Montaner / Jon Leone / Camilo Echeverry / Carlos Mendoza | 3:13     |  |
| 4.  | «Boom Boom» (con Anitta)       | Akon / Alejanda Alberti / Carlos Mendoza / Erika Ender / Karloff Gaitan / Anitta                          | 2:32     |  |
| 5.  | «Dile»                         | Akon / Carlos Mendoza / Milton Restituyo / Richard Pena                                                   | 3:12     |  |
| 6.  | «Innocente»                    | Akon / Carlos Mendoza / Miguel Duran Jr. / Pedro Polanco                                                  | 3:24     |  |
| 7.  | «Sólo tú» (con Farruko)        | Akon / Carlos Mendoza / Carlos Rosado                                                                     | 3:41     |  |
| 8.  | «Baila conmigo»                | Akon / Carlos Mendoza / Israel Palma / Yonathan Then                                                      | 3:51     |  |